# Josh Meyers
Pour les articles homonymes, voir Meyers.
Josh Meyers est un acteur et imitateur américain né le 8 janvier 1976 à Bedford dans l'État du New Hampshire. Il est connu pour ses participations aux séries télévisées comiques MADtv et That '70s Show.

## Carrière
Josh Meyers rejoint le casting de la série à sketches MADtv en 2002, comme acteur récurrent de la 8e saison.
Il est également connu pour ses imitations de célébrités telles que le fils d'Anna Nicole Smith, les membres de NSYNC, le rappeur Eminem, ou encore Owen Wilson.
En 2005, à la suite du départ de Topher Grace de That '70s Show, il est engagé pour la saison 8. Mais son personnage de Randy Pearson est peu apprécié. De plus, la saison 8 est la dernière de la série. Il joue un rôle très petit dans le final de la série.

## Filmographie

### Comme acteur

#### Cinéma
- 2001 : L'Ascenseur : Niveau 2 (Down) de Dick Maas : un policier
- 2002 : Snapshots de Rudolf van den Berg : un hooligan
- 2006 : Sexy Movie (Date Movie) d'Aaron Seltzer : parodies de Napoleon Dynamite et Owen Wilson
- 2008 : Papa, la Fac et moi (College Road Trip) de Roger Kumble : Stuart
- 2009 : Brüno de Larry Charles : Kookus
- 2010 : How to Make Love to a Woman de Scott Culver : Andy Conners
- 2010 : Inventing Adam de Richie Adams : Adam

#### Télévision
- 2002-2004 : MADtv - Saisons 8 et 9 : rôles variés
- 2003 : Half and Half - Saison 1, épisodes 15 et 16 : Big Fat Slim Jim
- 2004 : La Vie comme elle est (Life As We Know It) - Saison 1, épisode 8 : Sam Conner
- 2005 : Peep Show d'Andy Ackerman : Jeremy
- 2005-2006 : '70s Show (That '70s Show) - Saison 8, épisodes 2 à 22 : Randy Pearson
- 2006 : That Guy de Betty Thomas
- 2006 : Lovespring International - Saison 1, épisode 8 : Cal
- 2007 : Up All Night
- 2008 : Living with Abandon  de Richie Keen : Stevie
- 2009 : My Long Distance Relationship de Ramsey Mellette : Professeur Barnes
- 2013 : The Mindy Project- Saison 1, épisode 20 : Adam
- 2022 : Code Quantum : Percival Gray

### Comme scénariste
- 2002-2004 : MADtv - Saisons 8 et 9